# Les Gras
Les Gras é uma comuna francesa na região administrativa de Borgonha-Franco-Condado, no departamento de Doubs. Estende-se por uma área de 14,99 km². Em 2010 a comuna tinha 811 habitantes (densidade: 54,1 hab./km²).